# August Harambašić

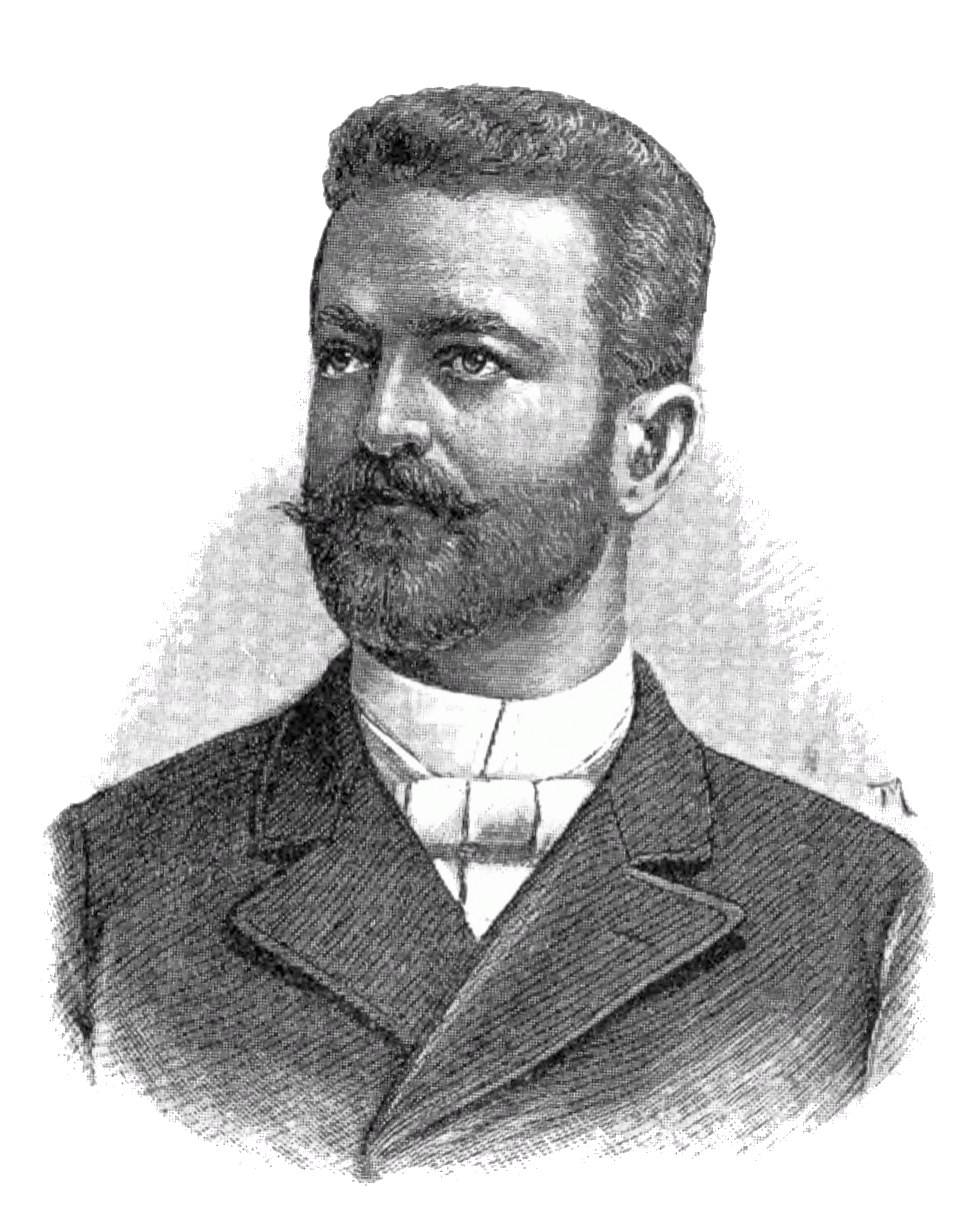
August Harambašić (vor 1891)

August Harambašić (* 14. Juli 1861 in Donji Miholjac, Slawonien, Kaisertum Österreich; † 16. Juli 1911 in Zagreb, Österreich-Ungarn) war ein kroatischer Dichter, Schriftsteller, Publizist, Übersetzer und Politiker.

## Leben
August Harambašić studierte in Wien und Zagreb Rechtswissenschaften; Er promovierte 1884 in Zagreb und 1892 wurde er Doktor der Juristik. 1894 schloss er die Richterprüfung und 1896 die Rechtsanwaltsprüfung erfolgreich ab. Er arbeitete als Redakteur bei verschiedenen Zeitungen und war führender Politiker der kroatischen Partei Stranka prava sowie 1901 Abgeordneter des österreichischen Reichsrats.
Seine ersten poetischen Werke erschienen 1879. Neben lyrischen Gedichten schrieb er einige epische Dichtungen sowie Libretti.
Er publizierte 1887 ein Buch mit Übersetzungen von Gedichten Taras Schewtschenkos und einen umfangreichen Artikel zu dessen Werk und Leben und 1899 erschien eine von ihm übersetzte Sammlung von Erzählungen von Marko Wowtschok. Außerdem übersetzte er Werke aus dem Polnischen, Russischen, Bulgarischen und Englischen.